# Boim (Santarém)
Boim é um distrito de Santarém, no estado do Pará, no Brasil. Se localiza na margem esquerda do Rio Tapajós, a noventa quilômetros da sede municipal de Santarém.
Em frente à vila, o Rio Tapajós expande-se, formando o que é chamada de Baía do Boim.
O orago da vila é Santo Inácio de Loiola, em cujo dia (31 de julho) há tradicional festa homenageando o santo às margens do Rio Tapajós.

## Etimologia
O nome "Boim" se origina da língua tupi e significa "cobrinha", através da junção dos termos mboîa ("cobra") e o sufixo -i, que forma o grau diminutivo naquela língua indígena.

## História
Antigamente chamado de "Aldeia de Santo Inácio de Loiola", foi fundada pelos jesuítas no século XVIII. Registra Serafim Leite em sua "História da Companhia de Jesus no Brasil" que o padre jesuíta José Lopes localizou, em 1737, o aldeamento onde agora está a vila, dizendo que "o novo sítio não era faminto, mas muito alegre, ventilado e sadio".
Na administração do governador e capitão-general Francisco Xavier de Mendonça Furtado, irmão do Marquês de Pombal, muitos aldeamentos jesuíticos foram elevados à condição de vila, com troca de nome, conforme ditava a lei de 6 de junho de 1755.
Deste modo, no dia 9 de março de 1758, a antiga Aldeia de Santo Inácio de Loiola passou a denominar-se Vila de Boim.